# بیمارستان بالینی مرکزی
بیمارستان بالینی مرکزی (به لاتین: Central Clinical Hospital) یک بیمارستان در روسیه است که در مسکو واقع شده است.